# سیارک ۷۳۹۳۶
سیارک ۷۳۹۳۶ (به انگلیسی: 73936 Takeyamamoto، نامگذاری:1997SF4) هفتاد و سه هزار و نهصد و سی و ششمین سیارک کشف شده‌است که در ۲۴ سپتامبر ۱۹۹۷ کشف شد.